# Majida Issa
 (mai 2018).
Si vous disposez d'ouvrages ou d'articles de référence ou si vous connaissez des sites web de qualité traitant du thème abordé ici, merci de compléter l'article en donnant les références utiles à sa vérifiabilité et en les liant à la section « Notes et références ».
Majida Margarita Issa Bellotto,née à Île de San Andrés en Colombie le 27 juin 1981, connue comme Majida Issa, est une actrice et chanteuse colombienne d'ascendance italienne et libanaise. 

## Biographie
Elle a étudié la comédie à l'École Nationale d'Art Théâtral.
Membre d'une famille de comédiens, Majida Issa est la sœur de Jordana Issa. Elle est aussi la petite-fille de Teresa Gutiérrez et la nièce de Miguel Varoni et de María Margarita Giraldo.

## Feuilletons et films
| Année     | Producions                          | Personnages                              | Pays                                            |
| --------- | ----------------------------------- | ---------------------------------------- | ----------------------------------------------- |
| 2005      | Tu voz estéreo                      | Divers personnages                       | Drapeau de la Colombie                          |
| 2006      | Decisiones                          | Divers personnages                       | Drapeau de la Colombie · Drapeau des États-Unis |
| 2007      | Pocholo                             | Margarita León                           | Drapeau de la Colombie                          |
| 2008      | El cartel de los sapos              | Soledad                                  | Drapeau de la Colombie                          |
| 2008      | La quiero a morir                   | Yuri                                     | Drapeau de la Colombie                          |
| 2009      | Niños ricos, pobres padres          | Martha Granados                          | Drapeau de la Colombie · Drapeau des États-Unis |
| 2009      | Los caballeros las prefieren brutas | Lili                                     | Drapeau de la Colombie                          |
| 2010      | A corazón abierto                   | Rosa María Eva                           | Drapeau de la Colombie                          |
| 2010      | Amor sincero                        | Mercedes Doval "Mechi"                   | Drapeau de la Colombie                          |
| 2010      | El clon                             | Rania Castañeda de la caridad            | Drapeau de la Colombie · Drapeau des États-Unis |
| 2011      | Mujeres al límite                   | Rosalinda/ Lucía                         | Drapeau de la Colombie                          |
| 2012      | Corazones blindados                 | Diana Ochoa                              | Drapeau de la Colombie                          |
| 2012      | InfiEltrados                        | Actuación especial                       | Drapeau de la Colombie                          |
| 2014      | Mujeres al límite                   | Miryan Lopez Gonsalez                    | Drapeau de la Colombie                          |
| 2014      | La ronca de oro                     | Sofía Helena Vargas Marulanda "Helenita" | Drapeau de la Colombie                          |
| 2015      | Lady, la vendedora de rosas         | Fátima Tabares                           | Drapeau de la Colombie                          |
| 2015      | Corazón de León                     | Silvana                                  | Drapeau de la Colombie · Drapeau de l'Argentine |
| 2015-2016 | Las santisimas                      | Carmen Pulido                            | Drapeau de la Colombie                          |
| 2016      | Mujeres asesinas                    | Susana, la arrepentida                   | Drapeau de la Colombie                          |
| 2016-2018 | Sin senos sí hay paraíso            | Yesica Beltrán "La Diabla"               | Drapeau de la Colombie · Drapeau des États-Unis |
| 2017      | La Luz de Mis Ojos                  | Faride Bula Chadid                       | Drapeau de la Colombie                          |
| 2017      | Doble                               | Mariana                                  | Drapeau du Pérou                                |
| 2018      | La Guzmán                           | Alejandra Guzmán                         | Drapeau du Mexique                              |

## Prix et Nominations

### Premios India Catalina
| Année | Catégorie                                    | Feuilleton ou Série         | Résultat |
| ----- | -------------------------------------------- | --------------------------- | -------- |
| 2016  | Meilleure actrice dans un second rôle-série  | Lady, la vendedora de rosas | Nommée   |
| 2015  | Meilleure actrice dans un premier            | La ronca de oro             | Gagnée   |
| 2013  | Meilleure actrice dans un premier soap opera | Corazones blindados         | Nommée   |

### Prix TV y Novelas
| Année | Catégorie                                       | Feuilleton ou Série         | Résultat |
| ----- | ----------------------------------------------- | --------------------------- | -------- |
| 2017  | Méchante préférée de la série                   | Catalina                    | Nommée   |
| 2016  | Meilleure actrice dans un second rôle-série     | Lady, la vendedora de rosas | Gagnée   |
| 2015  | Meilleure actrice dans un protagoniste de série | La ronca de oro             | Nommée   |
| 2013  | Meilleure actrice dans un protagoniste de série | Corazones blindados         | Gagnée   |

### Prix Talent Caracol
| An   | Catégorie                      | Feuilleton ou Série | Résultat |
| ---- | ------------------------------ | ------------------- | -------- |
| 2015 | Meilleure actrice protagoniste | La ronca de oro     | Nommée   |